# Sohag
Pour l’article homonyme, voir Gouvernorat de Sohag.
Sohag (en arabe : سوهاج) est une ville égyptienne de 140 000 habitants. Elle se trouve au sud d'Assiout, sur la rive gauche du Nil.

## Sites importants
Sohag a un long passé. C'était une grande métropole au cours des époques de l'Égypte ancienne et de la période copte[réf. souhaitée].
De nos jours, Sohag abrite deux monastères orthodoxes coptes, le Monastère rouge et le Monastère blanc, ainsi que le Temple d'Akhmîm et le Temple d'Abydos.
Il y a de nombreuses attractions touristiques à Sohag telles le Nil, la statue de Mérytamon à Akhmîm, le temple d'Abydos à Al Balina.

## Hommage
Dans sa chanson Ahsan Nas, la chanteuse égyptienne-italienne Dalida rend hommage à la ville de Sohag.